# Казанин, Алексей Викторович
Алексе́й Ви́кторович Каза́нин (род. 22 мая 1982, Барышевка) — украинский легкоатлет, специалист по спортивной ходьбе. Выступает за сборную Украины по лёгкой атлетике начиная с 2003 года, участник ряда крупных международных соревнований, в том числе двух летних Олимпийских игр.

## Биография
Алексей Казанин родился 22 мая 1982 года в городе Барышевка Киевской области Украинской ССР.
В 2003 году вошёл в состав украинской национальной сборной и принял участие в Кубке Европы по спортивной ходьбе в Чебоксарах.
В 2005 году выступил в ходьбе на 50 км на чемпионате мира в Хельсинки, но не финишировал и не показал никакого результата. На Кубке мира 2006 года в Ла-Корунье так же сошёл с дистанции.
На Кубке мира 2008 года в Чебоксарах закрыл десятку сильнейших в ходьбе на 50 км. Благодаря череде удачных выступлений удостоился права защищать честь страны на летних Олимпийских играх в Пекине — стартовал в дисциплине 50 км, но до финиша не добрался.
В 2009 году выступал на Кубке Европы в Меце.
В 2011 году в ходьбе на 50 км стал восьмым на Кубке Европы в Ольяне и двадцатым на чемпионате мира в Тэгу.
Был десятым на Кубке мира в Саранске. Прошёл отбор на Олимпийские игры в Лондоне — на сей раз был дисквалифицирован во время прохождения 50-километровой дистанции.
После лондонской Олимпиады Казанин остался в основном составе украинской национальной сборной и продолжил принимать участие в крупнейших международных соревнованиях. Так, в 2013 году он побывал на Кубке Европы в Дудинце, где занял 13 место в личном зачёте 50 км и стал серебряным призёром в командном зачёте (впоследствии в связи с дисквалификацией одного их ходоков победившей российской команды украинская команда переместилась в итоговом протоколе на первое место).
В 2014 году отметился выступлением на Кубке мира в Тайцане, где занял третье место в личном зачёте (изначально был пятым) и победил в командном зачёте — установил при этом свой личный рекорд в ходьбе на 50 км, показав время 3:47:01.
Участвовал в Кубке Европы 2015 года в Мурсии, но не финишировал.
Выступил в ходьбе на 20 км на чемпионате Европы в Берлине, заняв здесь последнее 23 место. Стал серебряным призёром чемпионата ABAF в Сербии.
Женат на легкоатлетке Елене Шумкиной, так же участвовавшей в лондонской Олимпиаде.